# Ely (Nevada)
Pour les articles homonymes, voir Ely (homonymie).
Ely (en anglais ['iːli]) est une ville américaine située dans le comté de White Pine, dans le Nevada. Elle est le siège du comté. Le recensement de 2010 a indiqué une population de 4 255 habitants.
Ely est plus proche de Salt Lake City que de Reno ou Las Vegas.

## Histoire
Ely est le siège du comté depuis 1887. Sa population s’élève à 200 habitants à cette date. Depuis 1869, le siège du comté se situait à Hamilton. Celle-ci, détruite par un incendie, est abandonnée et Ely la supplée. Grand lieu de tourisme, Ely accueille le Nevada Northern Railway Museum (en) tout en se trouvant à proximité du parc national du Grand Bassin et du parc d'État historique de Ward Charcoal Ovens.

## Géographie
L’altitude d’Ely est d’environ 1 961 m. La température moyenne est de 7 °C à cause de l’altitude. Total annuel des précipitations : 256 mm.

## Climat[1]
| Mois                   | Jan. | Fev. | Mar. | Avr. | Mai. | Jui. | Jui. | Aoû. | Sep. | Oct. | Nov. | Déc. |
| ---------------------- | ---- | ---- | ---- | ---- | ---- | ---- | ---- | ---- | ---- | ---- | ---- | ---- |
| Températures (en °C)   | 4,1  | 1,4  | 1,4  | 5,3  | 10,3 | 15,3 | 19,7 | 18,6 | 13,5 | 7,7  | 1,2  | 3,6  |
| Précipitations (en mm) | 18   | 18   | 25   | 25   | 28   | 23   | 18   | 20   | 25   | 23   | 18   | 18   |